# Tony Mårtensson
Tony Hans Mårtensson (* 23. Juni 1980 in Upplands Väsby) ist ein schwedischer Eishockeyspieler, der zuletzt beim Linköpings HC aus der Svenska Hockeyligan unter Vertrag stand.

## Karriere
Tony Mårtensson begann seine Karriere bei den Arlanda Wings, für die er in der von 1996 bis 2000 zunächst drei Jahre lang in der schwedischen Division 1 und schließlich eine Spielzeit lang in der HockeyAllsvenskan aktiv war. Anschließend wechselte der Angreifer zu Brynäs IF, für den er zwei Jahre lang in der Elitserien auf dem Eis stand. In dieser Zeit wurde er im NHL Entry Draft 2001 in der siebten Runde als insgesamt 224. Spieler von den Mighty Ducks of Anaheim ausgewählt. Von 2002 bis 2004 spielte der Schwede hauptsächlich für deren Farmteam, die Cincinnati Mighty Ducks aus der American Hockey League. Einzig in der Saison 2003/04 erzielte er zwei Scorerpunkte, darunter ein Tor, in sechs Spielen für Anaheim in der National Hockey League.

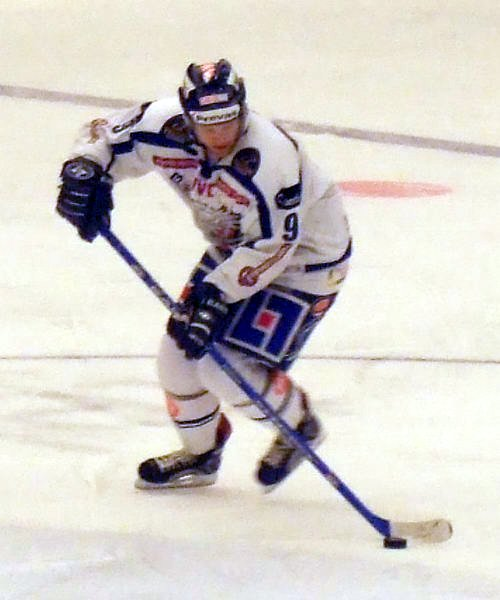
Mårtensson im Trikot des LHC (2007)

Im Sommer 2004 kehrte Mårtensson in seine schwedische Heimat zurück, wo er einen Vertrag bei Linköpings HC erhielt. Mit Linköping wurde er 2007 und 2008 jeweils Schwedischer Vizemeister. Zudem erhielt er in der Saison 2007/08 den Guldhjälmen als wertvollster Spieler der Saison, war Topscorer der Hauptrunde, bester Vorlagengeber der Elitserien-Hauptrunde sowie der Playoffs. Für die Saison 2008/09 wurde Mårtensson an Ak Bars Kasan aus der neu gegründeten Kontinentalen Hockey-Liga ausgeliehen, mit dem er den Gagarin-Pokal gewann. Für die Spielzeiten 2010/11 und 2011/12 wurde er an den SKA Sankt Petersburg verliehen.
Im April 2015 gewann er mit dem SKA Sankt Petersburg erneut den Gagarin-Pokal. Anschließend verließ er den Verein und wechselte zum HC Lugano in die Schweizer National League A. Während er in seiner ersten Saison dort nach Startschwierigkeiten noch ein wichtiger Leistungsträger war, konnte er diese Leistungen in der Saison 2016/17 nicht erneut zeigen und verließ den Verein im April 2017 in Richtung Linköpings HC.

### International
Für Schweden nahm Mårtensson im Juniorenbereich an der U18-Junioren-Europameisterschaft 1998 und U20-Junioren-Weltmeisterschaft 2000 teil. Bei den Senioren war er bei den Weltmeisterschaften 2006, 2007, 2008, 2009 und 2010 aktiv. Bei der U18-Junioren-Europameisterschaft 1998 und Weltmeisterschaft 2006 wurde Mårtensson mit seiner Mannschaft Weltmeister. Bei den Weltmeisterschaften 2009 und 2010 gewann er jeweils Bronze.

## Erfolge und Auszeichnungen
| - 2004 Teilnahme am AHL All-Star Classic - 2007 Schwedischer Vizemeister mit Linköpings HC - 2008 Schwedischer Vizemeister mit Linköpings HC - 2008 Guldhjälmen - 2008 Elitserien All-Star-Team - 2008 Topscorer der Elitserien-Hauptrunde - 2008 Bester Vorlagengeber der Elitserien-Hauptrunde | - 2008 Bester Vorlagengeber der Elitserien-Playoffs - 2009 Teilnahme am KHL All-Star Game - 2009 Gagarin-Pokal-Gewinn mit Ak Bars Kasan - 2008 Elitserien All-Star-Team - 2010 Spengler-Cup-Gewinn mit dem SKA Sankt Petersburg - 2012 Teilnahme am KHL All-Star Game - 2015 Gagarin-Pokal-Gewinn mit SKA Sankt Petersburg |

### International
- 1998 Goldmedaille bei der U18-Junioren-Europameisterschaft
- 2006 Goldmedaille bei der Weltmeisterschaft
- 2009 Bronzemedaille bei der Weltmeisterschaft
- 2010 Bronzemedaille bei der Weltmeisterschaft

## Karrierestatistik

### International
Vertrat Schweden bei:
- U18-Junioren-Europameisterschaft 1998
- U20-Junioren-Weltmeisterschaft 2000
- Weltmeisterschaft 2006
- Weltmeisterschaft 2007
- Weltmeisterschaft 2008
- Weltmeisterschaft 2009
- Weltmeisterschaft 2010

(Legende zur Spielerstatistik: Sp oder GP = absolvierte Spiele; T oder G = erzielte Tore; V oder A = erzielte Assists; Pkt oder Pts = erzielte Scorerpunkte; SM oder PIM = erhaltene Strafminuten; +/− = Plus/Minus-Bilanz; PP = erzielte Überzahltore; SH = erzielte Unterzahltore; GW = erzielte Siegtore; 1 Play-downs/Relegation; Kursiv: Statistik nicht vollständig)